# انجمن حفاظت حیات وحش
انجمن حفاظت حیات وحش (به انگلیسی: Wildlife Conservation Society) یک سازمان مردم‌نهاد 501(c)(۳) است که مقر آن در باغ وحش برانکس در شهر نیویورک است و هدف آن حفاظت از بزرگ‌ترین مکان‌های وحشی جهان در ۱۴ منطقه اولویت‌دار است. این سازمان که در سال ۱۸۹۵ به عنوان انجمن جانورشناسی نیویورک New York Zoological Society بنیان‌گذاری شد، اکنون توسط رئیس و مدیر عامل شرکت کریستین سامپر هدایت می‌شود. انجمن حفاظت حیات وحش علاوه بر باغ‌وحش برانکس، چهار پارک حیات وحش شهر نیویورک را مدیریت می‌کند: باغ‌وحش سنترال پارک، آکواریوم نیویورک، باغ‌وحش پارک پراسپکت و باغ‌وحش کوئینز. این پارک‌ها روی‌هم هر سال ۴ میلیون بازدیدکننده دارند. همهٔ امکانات شهر نیویورک توسط اتحادیهٔ باغ‌وحش‌ها و آکواریوم‌ها (AZA) تأیید شده‌است.